# 2010-es csehországi parlamenti választás
A 2010. május 28-29-én megtartott alsóházi választások az ötödik választás a független Cseh Köztársaság történetében. A választásra zűrzavaros politikai viszonyok között került sor. Az országot az ügyvezető Fischer-kormány irányította, amelyet a két nagy néppárt támogatott. A választás a két nagy párt közötti ádáz versenyfutássá változott. Az előzetes várakozások szerint a szociáldemokraták voltak esélyesek a győzelemre, mégis az általános jobbratolódás miatt a konzervatív pártok jutottak többséghez a parlamentben. A választást követően az ügyvezető Fischer-kormányt a jobboldali-liberális Nečas-kormány váltotta fel.

## A politikai helyzet a választást megelőzően

### A Fischer-kormány
A 2006-os választás politikai patthelyzetet eredményezett Csehországban. Mirek Topolánek konzervatív-zöldpárti kormányát a 200 parlamenti képviselőből 100 képviselő támogatta. A parlamenti háttér hiánya miatt a Topolánek-kormány helyzete állandóan ingatag volt, végül 2009 márciusában egy szociáldemokraták által kezdeményezett bizalmatlansági indítványon megbukott. A kormány megbuktatása után az ODS, a ČSSD, a KDU-ČSL és a Zöldpárt a parlamenti patthelyzet feloldása érdekében megegyeztek, hogy közösen jelölnek egy független kormányfőt, aki a 2009 októberében tartandó előrehozott választásig vezeti majd a kormányt. A pártok Ján Fischert javasolták kormányfőnek, akit Václav Klaus államfő ki is nevezett miniszterelnöknek. Fischer a parlamenti pártok által delegált személyekből szakértői kormányt állított fel, amelynek a pártok 2009. június 7-én bizalmat szavaztak.

### Előrehozott választás helyett rendes választás
A pártok 2009 tavaszán megalkották a 2006-ban kezdődött politikai ciklus lerövidítéséről szóló törvényt, amely 2009. június 9-én lépett életbe. A törvény szerint legkésőbb 2009. október 15-én tartották volna a választásokat, ám a törvény elfogadása elhúzódott. Mire a törvény életbe lépett, addigra a pártoknak az alkotmány által előírt 66 nap helyett csak 44 napjuk maradt volna a felkészülésre és a kampányra. Emiatt Miloš Melčák képviselő beadvánnyal fordult az alkotmánybírósághoz. Az alkotmánybíróság hosszan tárgyalta a beadványt, majd 2009 szeptember elején alkotmányellenesnek nyilvánította a politikai ciklus lerövidítését szolgáló rendeletet. A döntésre várakozás alatt előrehozott választásokat nem lehetett 2009 októberére kitűzni, az időpont egyre tolódott. Végül az alkotmánybíróság alkotmányellenesnek nyilvánította a parlamenti döntést és megsemmisítette azt. Az alkotmánybírósági döntés nyomán az átmenetinek szánt Fischer-kormány, mint a parlamenttől korábban már bizalmat kapott kabinet "bennragadt" az ország kormányzásában. A választás kiírása elhúzódott, végül úgy tűnt, hogy a pártok már nem erőltetik a választások előrehozását. Klaus elnök 2010 februárjában május 28-29-re, az eredetileg is tervezett időpontra tűzte ki a választásokat.

## Kampány

### Hosszú kampány
A választást megelőző kampány igen hosszúra nyúlt, a második Topolánek-kormány bukásától több hullámban, de érdemi szünet nélkül zajlott. Az egy éven és egy hónapon át tartó politikai szezon példa nélküli hosszúságú a cseh demokrácia történetében.
A 2010-es választási hadjárat a két nagy párt agresszív negatív kampányáról is emlékezetes maradt, amely erőszakos eseményekhez vezetett. A pártok saját javaslataik népszerűsítése helyett ellenfeleiket pocskondiázták, fő célkitűzésük pedig nem választási programjuk népszerűsítése, hanem az ellenfél győzelmének megakadályozása volt. A pártok saját arra fogékony választóikat folyamatosan a vetélytárs ellen heccelték. Így fordulhatott elő, hogy jobboldali fiatalok többször szervezetten megzavarták a ČSSD gyűléseit; valósággal vadásztak Jirí Paroubek korábbi szociáldemokrata kormányfőre, akit kövekkel és romlott zöldségekkel dobáltak. A támadásokat az ODS vezetői úgy kommentálták, hogy egy politikusnak tűrnie kell az ellenvéleményeket is. A válasz nem váratott magára sokat, Mirek Topoláneket egy morvaországi nyaralóhelyen kővel dobták fejbe. A kampány hangnemét nyíltan bírálta Václav Klaus köztársasági elnök is, aki szerint a kampányból hiányzott a politikai irányzatok közötti szellemi küzdelem, amit banális és aljas beszólásokkal helyettesítettek. Véleményét osztotta Vaclav Hável korábbi elnök is.

### Polgári Demokrata Párt
Az ODS kampányhajráját a párt miniszterelnök-jelöltjének politikai önmegsemmisítése nyitotta. Mirek Topolánek interjút adott a Lui című homoszexuálisok számára készült magazinnak, amely során a riporter az interjúalanynak a homoszexuálisokról alkotott véleményét tudakolta. Topolánek válaszában elmondta, hogy Gustáv Slamečka (a Fischer-kormány közlekedési minisztere) szerinte konfliktuskerülő, és hozzá hasonló Jan Fischer miniszterelnök is, igaz ő nem azért, mert homoszexuális, hanem azért mert zsidó. Az interjú során Topolánek kijelentette, hogy a keresztény egyházak elbutították saját híveiket és agymosást hajtottak végre rajtuk. Az interjú természetesen botrányt váltott ki. Topolánek hiába ment el személyesen bocsánatot kérni a miniszterelnökhöz és a püspöki karhoz, az ODS-ben kirobbant felháborodás miatt egy hét múlva visszalépni kényszerült a jelöltségtől. A lemondott jelölt helyére Petr Nečas, a második Topolánek-kormány szociális minisztere lépett.
Az ODS kampánya kettős volt. A párt önmagát felelős és komoly erőként mutatta be. Fő ígéretei közé tartozott, hogy csökkentik a heti munkaidőt és támogatni fogják az idősebb munkavállalók foglalkoztatását. A kampány előrehaladtával egyre hangsúlyosabb lett a megnövekedett államadósság csökkentésének ügye. Az ODS ígéretei között ekkor vált hangsúlyossá az, hogy a párt kormányra kerülvén csökkenteni akarja az államadósságot, ennek a célnak pedig kész volt alárendelni az egyéb kérdéseket. Kiemelt nemzeti ügyként említették a munkanélküliség csökkentését és ígéretet tettek az adók lefaragására is. A párt kampányhajrájára több külföldi politikus is Prágába érkezett, hogy támogatásáról biztosítsa az ODS-t, köztük David Cameron brit miniszterelnök és Iveta Radičová, a szlovák konzervatívok csúcsjelöltje. Az ODS negatív kampányban is erős volt, amelynek során főként a szociáldemokrata pártot igyekezett befeketíteni. A párt Görögország eladósodásának példáját a szociáldemokraták politikájához társította. Szintén a negatív kampány része volt, hogy a párt reklámfilmjében a szociáldemokratákat és a KSČM-et a Varsói Szerződés prágai tavaszt elfojtó csapataival hozta összefüggésbe.
Új miniszterelnök-jelöltként Nečas gyorsan magához ragadta a kezdeményezést és nagyon heves kampányküzdelembe bocsátkozott a szociáldemokraták jelöltjével. Nečas intenzíven támadta a szociáldemokrata Jiří Paroubeket, akivel három miniszterelnök-jelölti vitát kellett megvívnia, de a nézők az elszánt próbálkozás ellenére is csak az utolsó vitában látták meggyőzőbbnek a jobboldali jelöltet.

### Szociáldemokrata Párt
A párt a népszerűségi listák éléről vágott neki a kampánynak, előnye a második helyezett ODS-hez képest 6-10% körüli volt. A párt miniszterelnök-jelöltje és a kampány vezetője Jiří Paroubek, korábbi miniszterelnök lett. Paroubek fő ígérete az volt, hogy a szociáldemokrata kormányzat újraindítja a 2008-as pénzpiaci válság miatt padlóra került gazdaságot. A párt kampánya élesen támadta a jobboldali ellenfeleket, főként az OSD-t. A szociáldemokraták azzal vádolták Necas pártját, hogy az saját klientúrájának akarja privatizálni az egészségügyi ellátórendszert, ezért a forgalmas városi csomópontokban az ODS kék színére festett mentőautókat parkoltak le. (Az ODS egy parlament elé leállított, narancssárga mentőautó-ronccsal vágott vissza.) A párt több választási gyűlést is rendezett Prágában, ám az egyik nagygyűlésen megtámadták a párt jelöltjét, Bohuslav Sobotkát. A ČSSD ezek után visszahúzódott a közterekről.
A szociáldemokraták erősen támadták a liberális TOP 09-et is. Kampányuk fő üzenete a "Május 28-án Állítsuk meg az ODS-t és a TOP 09-et!" szlogen volt.

### TOP 09
Topolánek kormányának 2009-es bukása után több korábban passzívvá vált politikai szereplő is aktivizálódott. Miroslav Kalousek korábbi pénzügyminiszter kilépett párjából, a KDU-ČSL-ből és új pártot alapított TOP 09 néven. Az új szervezet Európa-párti, konzervatív-liberális irányultságú volt, amely a centrumban és a jobbközépen elhelyezkedő szavazókat célozta meg. Elnökükké a korábban a Zöldpárt által a kormányba delegált egykori külügyminisztert, az arisztokrata Karel Schwarzenberget választották. Schwarzenbergnek kapóra jött a választások kiírásának késése, a párt intenzív támogatásgyűjtésbe kezdett. A TOP 09 népszerűsége gyorsan növekedett, 2009 szeptemberében, alig három hónappal a megalakítása után a párt máris 7-11%-ot ért el a közvélemény-kutatásokban. A kedvező kezdés után a TOP 09 is rajthoz állt az általános választásokon, kampányukat 2010. április 27-én nyitották meg. A választási hadjárat során egyszerre kampányoltak liberális ígéretekkel (egészségügyi liberalizáció, szembeszállás a radikális jobboldali Közügyekkel) és konzervatív célkitűzésekkel (pl. a nemzet moráljának felemelése, a korrupció letörése). A párt kampánya sokat kölcsönzött Barrack Obama 2008-as amerikai elnökválasztási kampányának eszköztárából. A párt választási jelszava a "Több mint gondolnád" volt.

### Közügyek
A Közügyeket még 2001-ben alapították és lényegében észrevétlenül, apró fővárosi pártként élte életét. 2009 júniusában választották meg a párt elnökének Radek John újságírót. John felrázta a pártot, 2009 második felében a Közügyek népszerűsége gyorsan növekedett. 2010 elejére elérte majd túllépte a parlamenti bejutást jelentő 5%-ot, John pedig a népszerűségi listák élére ugrott. A párt áprilisban indított kampányában a két nagy néppártot támadta, a ODS-t és a szociáldemokratákat. A párt fő ígérete a korrupcióval történő leszámolás volt.

## Eredmények
| Párt     | Párt                                                            | Szavazat  | Szavazat | Képviselő | Képviselő | +/– |
| -------- | --------------------------------------------------------------- | --------- | -------- | --------- | --------- | --- |
|          | Cseh Szociáldemokrata Párt (ČSSD)                               | 1 155 267 | 22,09%   | 56        | 28%       | -18 |
|          | Polgári Demokrata Párt (OSD)                                    | 1 057 792 | 20,22%   | 53        | 26,5%     | -28 |
|          | TOP 09                                                          | 873 833   | 16,71%   | 41        | 20,5%     | +41 |
|          | Cseh- és Morvaország Kommunista Pártja (KSČM)                   | 589 765   | 11,27%   | 26        | 13%       |     |
|          | Közügyek (VV)                                                   | 569 127   | 10,88%   | 24        | 12%       | +24 |
|          | Keresztény és Demokratikus Unió – Csehszlovák Néppárt (KDU-ČSL) | 229 717   | 4,39%    | 0         |           | –13 |
|          | Zöld Párt (Zelení)                                              | 127 831   | 2,44%    | 0         |           | –6  |
|          | további 19 párt (összesen)                                      | 605 252   | 11,99%   | 0         |           |     |
| Összesen | Összesen                                                        | 5 230 859 | 100%     | 200       |           |     |

## Politikai következmények

### Reakciók
A szociáldemokraták győztek ugyan és a legnagyobb képviselőcsoportot delegálhatták, de az új parlament többségét a jobboldali és a jobboldal felé nyitott pártok adták, így a szociáldemokraták kormányalakítási szándéka meghiúsult. A választók jobbra tolódását látván Jiří Paroubek szociáldemokrata miniszterelnök-jelölt lemondott pártelnöki tisztségéről és távozott a párt vezetéséből. (A szociáldemokraták későbbi vezetői nagyon súlyos hibaként értékelték, hogy Paroubek a választási győzelem ellenére még csak meg sem kísérelte legalább egy kisebbségi kormány felállítását. Szintén csalódott volt a kommunisták vezetése, akik azzal vádolták a leszereplő szociáldemokratákat, hogy nagykoalícióra készülnek a jobboldali ODS-szel. 
A jobboldaliak alig leplezett öröme és a kormányalakítás esélye gyorsan elfeledtette azt, hogy az ODS az előző választásokhoz képest szavazóinak negyedét elveszítette. Petr Nečas a választás után bejelentette, hogy elsősorban a két újonnan parlamentbe jutó protestpárttal, a TOP 09-cel és a Közügyekkel törekszik kormánykoalícióra.
A választások eredményét Václav Klaus politikai földindulásként értelmezte, nem csak a jobboldal némileg váratlan győzelme miatt, hanem az új pártok színre lépése miatt is. Klaus egyfajta fekete lónak nevezte a TOP 09-et és a Közügyeket, amelyek protestpártként jelentek meg és olyan fontos kérdésekben volt ismeretlen  a programjuk, mint a nyugdíj, hadügy és egészségügy.

### Kormányalakítás
A parlamenti többséget elnyerő jobboldali pártok június 11-én informális tájékozódó megbeszélést tartottak, majd aláírtak egy szándéknyilatkozatot, amelyben közös kormányalakítási szándékaikat jelezték a közvélemény irányába. A pártok a megalakítandó kormány legfontosabb feladataként a korrupció elleni fellépést, illetve a rohamosan növekvő költségvetési hiány elleni fellépést határozták meg. A kormányalakítási tárgyalások jó ütemben haladtak, ezért Klaus elnök már június 27-én bejelentette, hogy Nečast fogja kinevezni miniszterelnöknek. Nečast a kormányalakítási tárgyalások befejeződése előtt, június 28-án a Hradzsinban tartott rövid ceremónián nevezte ki miniszterelnöknek Klaus elnök. A miniszterek kinevezése 2010. július 13-án történt meg. A Nečas-kormány a korábban soha nem látott kényelmes parlamenti többséggel (118 képviselő a 200 fős alsóházban) kezdett hozzá a kormányzáshoz.